# Hafiz (islam)
Pour les articles homonymes, voir Hafiz.
Un hâfiz (en arabe : حافِظ [ḥāfiẓ], gardien ; conservateur, pl. حُفاظ [ḥuffāẓ], variante Hafez, Hafiza au féminin) est une personne qui connaît le Coran par cœur et qui souvent aussi en récite au moins des parties à des occasions précises. On estime le nombre de hâfiz à 10 millions dans le monde. Al Hafīdh ou al Hafîz الحفيظ est aussi l’un des attributs de Dieu en islam.

## Étymologie
Hafiz est un terme arabe qui signifie « celui qui se souvient », le « gardien ». Ce terme est utilisé comme nom divin. La racine du terme évoque la protection et la mémoire. D'autres termes sont associés à cette mémorisation, comme Tahfiz qui en évoque le processus ou Muhaffiz, le maître accompagnant l'apprenant.

## Coran et oralité
Mahomet vivait au VIIe siècle en Arabie. Une prédominance de l'oralité en Arabie a longtemps été supposée par les spécialistes des débuts de l'islam. Cette conviction repose sur plusieurs arguments, comme celui qu'aucun document originel écrit de cette période ne nous est parvenu. Un second argument est celui du faible nombre de personnes lettrées à l'avènement de l'islam.
Cette supposition s'accorde mal avec les résultats des recherches épigraphiques puisque l'Arabie se distingue par l'abondance de ses inscriptions. À partir du Xe siècle av. J.-C., quel que soit le mode de vie (nomade et sédentaire), une grande familiarité avec l'écriture semble attestée. Pour Christian Robin, « la contradiction entre d'une part la domination supposée de l'oralité, d'autre part un emploi généralisé de l'écriture, n'est qu'apparente ». L'écriture, trop défective pour le développement d'une littérature, a dû limiter l'usage de l'écrit à des emplois précis. Ce système rudimentaire permettait la remémoration de textes connus d'avance ou de textes avec une phraséologie répétitive. Ainsi, si la poésie arabe préislamique nous est connue par des recensions postérieures au VIIIe siècle, elle « se serait transmis[e] oralement, depuis leur composition par les poètes de l'anté-islam, grâce à des « récitants » (ruw?t) plus ou moins professionnels ». Cela n'a pas empêché la présence d'interpolations, de variantes. Des études ont été menées sur l'oralité de ces poésies, ce qui a permis de mettre en lumière des formulaires, à l'origine d'une grande homogénéité.
Selon le récit musulman, quand Mahomet proclame les versets rassemblés ensuite pour former le Coran, ses disciples les conservent principalement par mémorisation. Les premiers récits de l’islam indiquent que les lettrés musulmans écrivent également les versets quand ils les mémorisent (sur des supports variés, tels que des os plats d’animaux, des feuilles de palmiers, des tessons de poterie. D'autre part, selon la version sunnite courante, le calife 'Uthmân aurait été alerté que les musulmans répartis dans les provinces éloignées de l'empire récitaient certains passages du Coran de façon assez divergente. C'est ce qui conduit le calife Uthman ibn Affan à collecter les sourates et à les mettre par écrit dans une rédaction unique vers 650 - 656.
La recherche islamologique a montré que « le corpus immuable des 114 sourates est un ensemble composite de textes compilés ou rédigés par des auteurs différents, fixé dans les dernières années du VIIe siècle, sous le règne du calife omeyyade Abd al-Malik (685-705), véritable organisateur de l'empire, et qui fit de l'islam sa religion officielle »  et il ne semble pas que cette mise par écrit repose entièrement sur une tradition orale ininterrompue. Pour Frédéric Imbert, l'étude des inscriptions et graffiti permet de dire que le Coran n'avait pas encore la place qu'il occupe actuellement « dans le cœur et la mémoire des croyants ». En effet, la plupart des inscriptions anciennes sont des invocations.

## La mémorisation du Coran
Le Coran dans sa version finale se présente comme un livre compact, composé en arabe littéraire dans un style particulier, dans une prose rythmée, cadencée, parfois assonancée. La mémorisation du Coran a été extrêmement importante dans le passé et reste importante de nos jours encore pour les musulmans. Chaque année, de nombreux élèves étudient le Coran et complètent cet enseignement par le tafsir (exégèse du Coran) et la mémorisation. Le nombre total de hafiz et de hafiza aujourd’hui dans le monde est estimé en millions.
Plusieurs méthodes permettent d'apprendre le Coran par cœur. Ainsi, l'une d'entre elles est de l'apprendre de manière circulaire par Juz'. Le mentor possède un rôle important dans le processus. Des concours nationaux et internationaux permettent d'obtenir des récompenses pour la récitation du Coran et servent de stimulant à cet apprentissage. Le hafiz, « surtout s'il est doté d'une voix mélodieuse, est un homme honoré dont la participation à nombre de cérémonies privées — noces, funérailles — est indispensable et souvent bien rétribué ».